# Joe Allen (Fußballspieler, 1990)

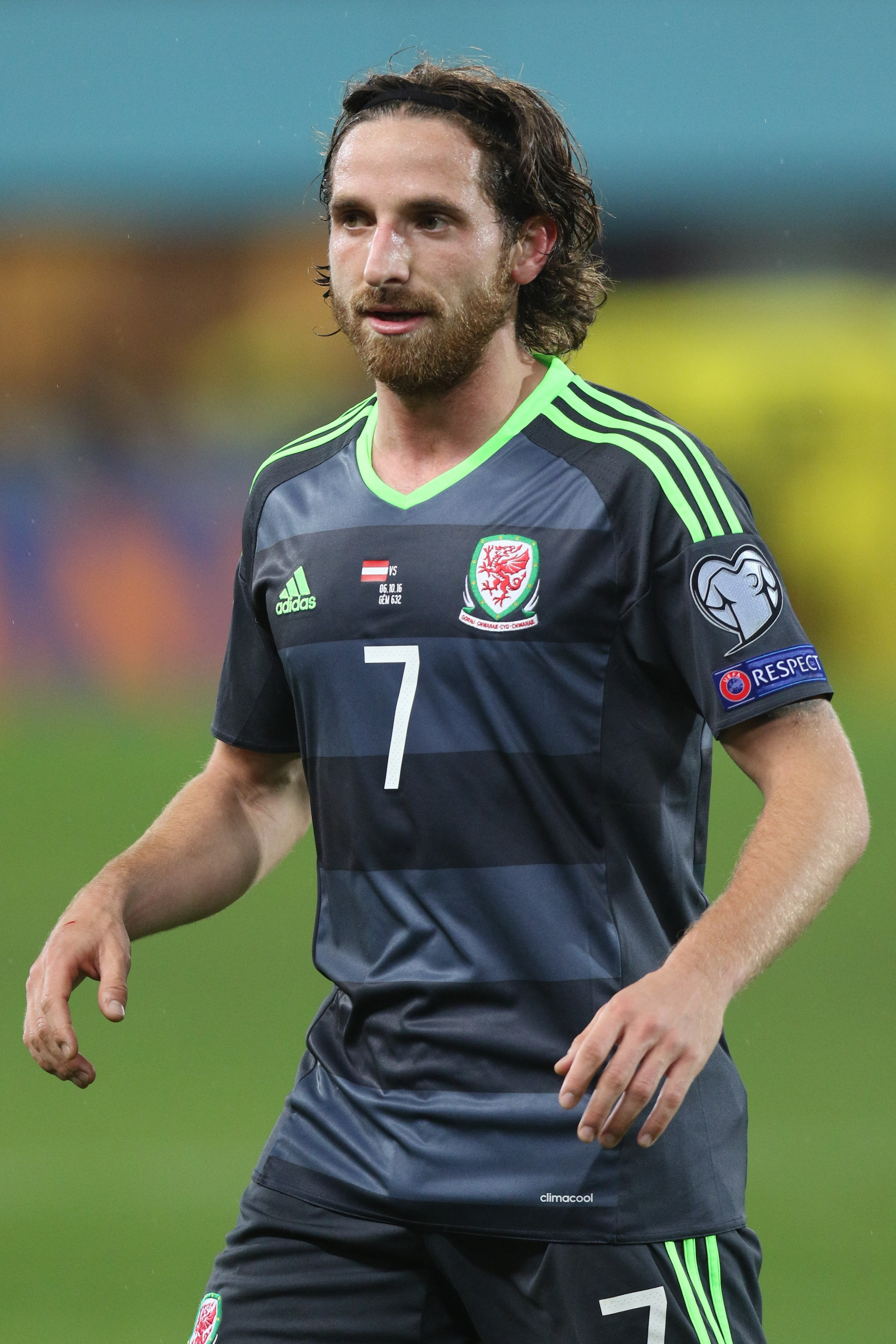
Joe Allen in der walisischen Nationalmannschaft (2016).

Joseph Michael „Joe“ Allen (* 14. März 1990 in Carmarthen) ist ein walisischer Fußballspieler, der zurzeit bei Swansea City unter Vertrag steht. Seit 2009 spielt er zudem für die walisische Fußballnationalmannschaft.

## Karriere

### Vereinskarriere

#### Swansea City
Allen spielte seit seinem neunten Lebensjahr für die Jugend von Swansea City. Im Alter von 16 Jahren gab er in der Saison 2006/07 sein Debüt im Profikader von Swansea. Im April 2009 schoss er sein erstes Ligator für seine Mannschaft im walisischen Derby bei Cardiff City. In der Saison 2010/11 wurde Allen unter Trainer Brendan Rodgers zum Stammspieler. Kurz vor Beginn der Saison 2011/12 unterschrieb er einen neuen Vier-Jahres-Vertrag bis 2015.

#### FC Liverpool
Am 10. August 2012 wechselte Allen zum FC Liverpool. Sein Debüt in der Premier League gab er am 18. August bei einer 0:3-Niederlage gegen West Bromwich Albion.

#### Stoke City
Zur Saison 2016/17 wechselte Allen für 13 Mio. Pfund Sterling zu Stoke City. Mit dem Verein stieg er in der Premier League 2017/18 als Tabellenvorletzter in die zweite Liga ab. In den folgenden vier Spielzeiten fand sich Allen mit seiner Mannschaft lediglich im Tabellenmittelfeld der EFL Championship wieder und verfehlte damit eine Rückkehr in die Premier League.

#### Swansea City
Nachdem sein Vertrag in Stoke ausgelaufen war, kehrte der 32-Jährige im Juli 2022 nach zehn Jahren zu Swansea City zurück und unterschrieb einen bis 2024 gültigen Vertrag.

### Nationalmannschaft
Allen spielte ab 2007 für die walisische U-21-Nationalmannschaft. Er debütierte bei einem Freundschaftsspiel gegen Schweden und erzielte beim 4:3-Sieg seines Teams den Siegtreffer. Im Mai 2009 gab Allen sein Debüt im A-Nationalteam seines Landes. Er wurde im Freundschaftsspiel gegen Estland in der 80. Minute eingewechselt. Er saß dann zwar auch acht Tage später beim Qualifikationsspiel für die WM 2010 gegen Aserbaidschan auf der Bank, kam aber nicht zum Einsatz und musste fast sechs Monate warten, ehe er nach der verpassten WM-Qualifikation am 14. November 2009 im Freundschaftsspiel gegen Schottland wieder einmal eingewechselt wurde, diesmal aber bereits nach 56 Minuten. Danach folgte eine 21-monatige Pause, in der er aber mit der U-21-Mannschaft an der Qualifikation für die U-21-EM 2011 teilnahm. Die Waliser verpassten die Playoffs der Gruppensieger durch eine 0:1-Niederlage gegen Italien im letzten Gruppenspiel, da sie nach dem 2:1 im Hinspiel gegenüber den punktgleichen Italiener trotz besserer Tordifferenz im direkten Vergleich aufgrund der Auswärtstorregel schlechter waren.
Am 10. August 2011 wurde er dann im Freundschaftsspiel gegen Australien nach 71 Minuten wieder zu einem A-Länderspiel eingewechselt. Bei den beiden darauf folgenden Spielen in der Qualifikation für die EM 2012 saß er nur auf der Bank, spielte dann aber im vorletzten Qualifikationsspiel am 7. und dem letzten am 10. Oktober 2011 jeweils über 90 Minuten. Die beiden Spiele wurden zwar gewonnen, aber die Waliser hatten die Qualifikation für die Endrunde schon vorher verspielt. Allen wurde nun regelmäßig nominiert, fehlte aber häufig aus Verletzungsgründen.
Im Sommer 2012 nahm Allen als einer von fünf Walisern mit der britischen Nationalmannschaft am olympischen Fußballturnier teil, bei dem er in den vier Spielen zum Einsatz kam. Die Briten scheiterten aber im Viertelfinale im Elfmeterschießen am späteren Bronzemedaillengewinner Südkorea, wobei er aber nicht zu den Schützen gehörte.
In der nach den olympischen Spielen begonnenen Qualifikation für die WM 2014, die die Waliser wieder verpassten, kam er verletzungsbedingt nur in drei letzten Spielen zum Einsatz.
Vor Beginn der Qualifikation für die EM 2016 durfte er am 4. Juni 2014 bei der 0:2-Niederlage gegen die für die WM testenden Niederländer erstmals die Kapitänsbinde tragen.
In der EM-Qualifikation lief es dann überraschend gut für die Waliser und Wales konnte sich erstmals seit 1958 wieder für ein großes Fußballturnier und zum ersten Mal überhaupt für eine EM-Endrunde qualifizieren. Er kam in sechs Spielen zum Einsatz und erhielt dabei drei Gelbe Karten, so dass er einmal zwangsweise aussetzen muss, zu dem Zeitpunkt verletzungsbedingt aber sowieso nicht spielen konnte.
Bei der Fußball-Europameisterschaft 2016 in Frankreich wurde er in das Aufgebot von Wales aufgenommen. Er gehörte zur Stammelf und stand in allen sechs Turnierpartien in der Startaufstellung. Im entscheidenden Gruppenspiel gegen Russland war er Vorlagengeber zum 1:0. Beim erstmaligen EM-Auftritt von Wales kam das Team bis ins Halbfinale, wo das Turnier-Aus gegen den späteren Europameister Portugal kam. Nach dem Turnier wurde er als einer von zwei Walisern für die Mannschaft des Turniers nominiert.
Für die Europameisterschaft 2021 wurde er in den walisischen Kader berufen.